# Léon XI
Pour les articles homonymes, voir Léon.
Il y a un autre Alexandre de Médicis, Alexandre de Médicis (1510-1537) dit Alexandre le Maure
Pour les autres membres de la famille, voir Maison de Médicis.
Alexandre de Médicis, né à Florence le 2 juin 1535 et mort à Rome le 27 avril 1605, devient le 232e pape de l’Église catholique le 1er avril 1605 sous le nom de Léon XI (en latin Leo XI, en italien Leone XI).

## Biographie
Alexandre de Médicis naquit dans une ligne cadette de la puissante maison de Médicis, d'Ottaviano (1484-1546) et Francesca née Salviati, fille de Jacopo Salviati, nièce du pape Léon X. Après avoir été ordonné prêtre, il fut nommé par Cosme Ier de Toscane ambassadeur auprès de Pie V. En 1573, il fut consacré évêque, puis archevêque de Florence en 1574, puis fut créé cardinal en 1583.

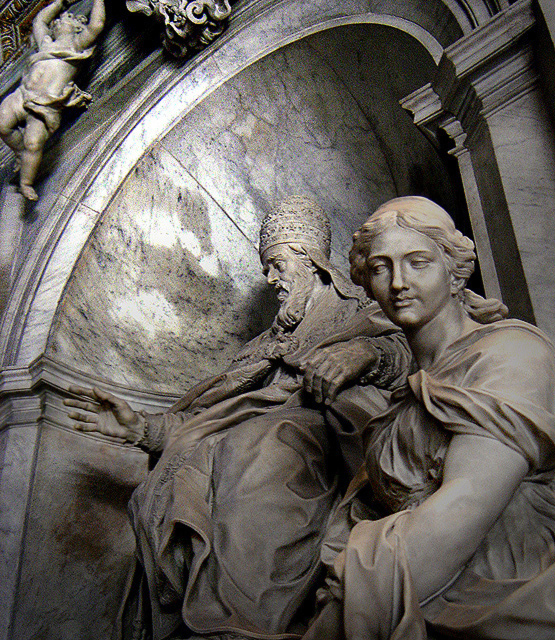
Tombe de Léon, Vatican, œuvre d’Alessandro Algardi.

En 1596, Clément VIII le nomma légat apostolique à Paris. Là, il aida à la réconciliation du huguenot Henri IV de France avec l'Église catholique. En 1598, il vient signer la paix de Vervins et fait halte en la maison forte de Chanaz, où il reçoit le duc de Savoie Charles-Emmanuel Ier. Conciliant les intérêts de la papauté et de la maison Médicis, il ratifie l'abjuration d'Henri IV, obtient la publication des décrets du concile de Trente par les parlements et le retour des jésuites expulsés, et encourage — peut-être à l'insu du pape — le projet de mariage d'Henri IV avec Marie de Médicis dont il est un cousin éloigné. En 1599, une fois le risque d'un mariage du roi avec sa favorite Gabrielle d'Estrées écarté par la mort de cette dernière, il participe à l'annulation par le pape du mariage d'Henri et de Marguerite de Valois.
Au conclave de 1605, il apparut d'emblée comme un candidat. Philippe III d'Espagne fit connaître son mécontentement, mais Henri IV apporta un soutien financier de 300 000 écus à la cause de son parent par alliance. Le parti italien, mené par le cardinal Aldobrandini, finit par joindre le parti français, et le cardinal Alexandre de Médicis fut élu. Peu de temps après son couronnement, Léon XI tomba malade et mourut le 27 avril 1605, après un pontificat de 27 jours.